# Beatriz Merino
Martha Beatriz Merino Lucero (Lima, 15 novembre 1947) è una politica e avvocata peruviana.

## Biografia

### Origini e formazione
Martha Beatriz Merino Lucero nasce il 15 novembre 1947 a Lima, capitale del Perù. Il padre, Augusto Merino Abrego (1915-2015), servì come funzionario del distretto di San Isidro. La madre era Aída Lucero (1916-2013).
Dopo aver terminato le scuole superiori nel distretto di Lince, Beatriz Merino si iscrive alla facoltà di giurisprudenza dell'Universidad Nacional Mayor de San Marcos, dove si laurea nel 1970. Ottiene una borsa di studio per frequentare la London School of Economics, dove studia diritto tributario. Si trasferisce poi negli Stati Uniti, dove consegue un master in diritto presso l'Università Harvard.

### Carriera
Nel 1989 lo scrittore Mario Vargas Llosa la invita a candidarsi al Senato peruviano alle elezioni generali del 1990. Si candida quindi nel partito Movimento Libertà, partito facente parte della coalizione del Fronte democratico (Fredemo), dove risulta eletta assieme ad altri venti candidati del Partito Popolare Cristiano e dell'Azione Popolare.
Durante il suo mandato da senatrice presiede la commissione parlamentare per l'ambiente, l'ecologia e l'Amazzonia e la commissione per i diritti delle donne. Tuttavia, il suo mandato s'interrompe il 5 aprile 1992, quando il presidente Alberto Fujimori scioglie il Congresso attraverso un colpo di Stato. In occasione delle elezioni generali del 1995, Beatriz Merino si candida col partito del Fronte Indipendente Moralizzatore, guidato da Fernando Olivera, all'interno del nuovo Congresso monocamerale, venendo eletta.
In vista delle elezioni generali del 2000, è invitata dal partito Somos Perú per essere candidata alla seconda vicepresidenza all'interno della lista del candidato presidente Alberto Andrade, ex sindaco di Lima. Tuttavia, nonostante i favorevoli sondaggi all'inizio delle elezioni, la lista di Alberto Andrade non ottiene il numero minimo per il ballottaggio, anche a causa dei brogli elettorali del presidente Fujimori.
Dopo la caduta del regime di Fujimori alla fine del 2000, Beatriz Merino è nominata soprintendente nazionale dell'amministrazione delle entrate del Perù, incarico che svolge dal 2001 al 2003.
Il 23 giugno 2003 il governo del presidente Alejandro Toledo richiede un cambio di gabinetto. Viene quindi scelta Beatriz Merino, che era di sfera politica indipendente, per ricoprire l'incarico di presidente del Consiglio dei ministri. Ciò la rende la prima donna nella storia del Perù a ricoprire tale carica, e in generale di tutta l'America Latina. Durante la sua breve carica di prima ministra, guida un progetto di riforma fiscale di successo nel Paese e pone al centro un processo di ristrutturazione modernizzante del governo peruviano.
Tuttavia si dimette dalla carica su richiesta del presidente Toledo alcuni mesi dopo, nel dicembre dello stesso anno, affermando che tra lei e il presidente erano presenti dei disaccordi politici. Quindi, il 13 dicembre, si dimettono di tutti i ministri del suo governo.
Nel settembre 2005, il Parlamento la elegge difensore del popolo, succedendo al titolare ad interim Walter Albán. Diventa la prima donna a ricoprire questa carica. Rimane fino al marzo 2011, quando le succede Eduardo Vega Luna. Prima della sua elezione a difensore, lavora presso la Banca Mondiale.
Dall'8 febbraio 2016 ricopre la carica di presidente dell'Università César Vallejo, nominata dall'allora candidato alla presidenza César Acuña Peralta, poi ritiratosi.